# فسون اونال
فُسون اونال (ترکی استانبولی: Füsun Önal؛ زادهٔ ۱۱ مارس ۱۹۴۷) هنرپیشه، نویسنده، و خواننده اهل ترکیه است. او نویسندگی را در کنار عزیز نسین فرا گرفت.